# Largasäl
Largasäl (Phoca largha) tillhör familjen öronlösa sälar och är mycket lik knubbsälen.
Largasälen lever i norra Stilla havet från Alaska till Japan, Korea och Ryssland. I norr sträcker sig utbredningsområdet över angränsande delar av Norra ishavet.

## Utseende
Hanar blir 150 till 170 centimeter och honor 140 till 160 centimeter långa. Vikten för båda kön varierar mellan 65 och 115 kg. Pälsen är grå-, silver- eller svartaktig med små mörka fläckar. På kroppsdelar med mörk päls kan fläckarna ha ljusa kanter. Ungar föds med vit päls (lanugo) som byts ut efter två till fyra veckor. Arten påminner om knubbsälen som tillhör samma släkte men largasälen är slankare och har ett mörkare ansikte.

## Ekologi
Sälarna vistas på isflak under parningstiden. Ungefär 10 dagar före födelsen av ungdjuret från förra året bestäms vilka hannar och honor som ska leva ihop för den kommande parningstiden. Honor föder sina ungar mellan februari och maj. Honan ger fyra till sex veckor di. Ungefär en månad efter födelsen lämnar familjemedlemmarna varandra. Det befruktade ägget vilar ungefär två månader och den egentliga dräktigheten varar tio månader. Honor parar sig för första gången när de är tre till fyra år gamla och hanar med fyra till fem års ålder. Utanför parningstiden vandrar largasälar långt söderut. Ungdjur dyker sällan djupare än 80 meter och de fångar främst kräftdjur. Vuxna individer jagar dessutom fiskar och bläckfiskar. De kan dyka 300 meter djup.
Ungefär 45 procent av ungarna dör under första levnadsåret. Under goda förhållanden kan arten leva 25 år och under mycket god förhållanden 35 år. Largasälens naturliga fiender är späckhuggare, isbjörn, brunbjörn, fjällräv, hajarten Somniosus antarcticus och större havsfåglar.

## Largasälen och människor
Under 1970-talet uppskattades beståndets storlek med 400 000 individer. Nyare värderingar finns bara för utvalda delar av utbredningsområdet. Jägare har inte intresserat sig särskilt mycket för denna sälart. Ett undantag var Sovjetunionen som fångade några tusen sälar varje år men jakten fortsattes inte av Ryssland. Oftare händer det att fiskare dödar largasälar därför att de ser dem som en konkurrent.